# Xibòlet

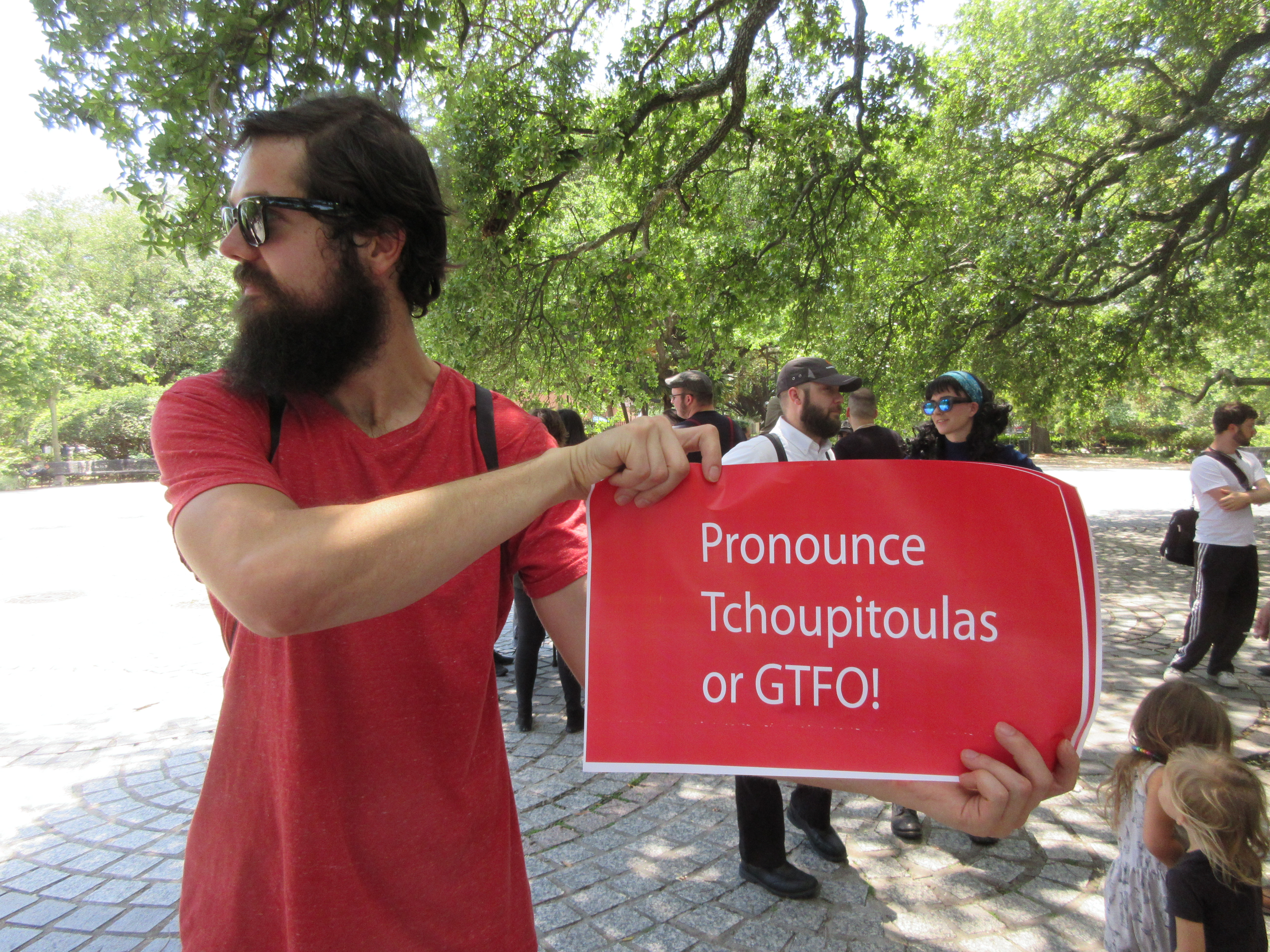
«Digueu 'Tchoupitoulas' o foteu el camp»: un habitant de Nova Orleans utilitza el nom del carrer Tchoupitoulas com a xibòlet per titllar els partidaris de l'enderroc d'una estàtua de Robert E. Lee de forasters.

Un xibòlet (oriental /ʃiˈβɔ.ɫət/, occidental /ʃiˈβɔ.ɫet/ o /t͡ʃiˈβɔ.ɫet/) és un mot usat com a test de pronúncia per a distingir la procedència d’algú, basat en l'acumulació de sons aliens a altres idiomes o dialectes. La incapacitat de pronunciar correctament un xibòlet identifica una persona com a foraster.
El mot català «setze» conté l'africada alveolar sonora ([d͡z]), un fonema absent en algunes llengües veïnes com el castellà; segons Joan Amades, «és de difícil pronunciació pels no catalans i ha estat generalment acceptat com el nostre zidgolep [sic.].»

## Origen
De l'hebreu שיבולת (šibbṓleṯ) 'espiga'. El mot prové d'una història del Llibre dels Jutges, segons el qual els habitants de Galaad van vèncer els invasors efraïmites i van ocupar els guals del riu Jordà per tallar el pas als supervivents. Als que volguessin travessar el riu, l'obligaven a dir «xibòlet»; qualsevol que digués «sibòlet» (pronunciant la lletra xin com a alveolar /s/ en lloc de postalveolar /ʃ/, com ho féien els efraïmites) era degollat.
| « | Jeftè va mobilitzar llavors tots els homes de Galaad i atacà els efraïmites. Els galaadites van derrotar els efraïmites, que els acusaven d'haver desertat d'Efraïm per passar-se a Manassès. Els galaadites van ocupar els guals del Jordà, en direcció a Efraïm. I quan un efraïmita fugitiu els demanava que el deixessin passar, li preguntaven: «Ets d'Efraïm?» Si contestava que no, li demanaven que digués «xibòlet», però ell deia «sibòlet», perquè no sabia pronunciar-ho correctament. Aleshores l'agafaven i el degollaven vora els guals del Jordà. En aquella ocasió van morir quaranta-dos mil efraïmites. | » |
| — | |   |

## Exemples
Segons la llegenda, durant la Revolta dels Segadors s'utilitzava el conegut embarbussament «setze jutges d'un jutjat / mengen fetge d'un penjat» per distingir entre catalans i castellans.
Una altra llegenda explica que durant la Guerra del Francès, els miquelets empordanesos obligaven els captius a pronunciar la paraula «màrfega». Qualsevol que el pronunciés com a paraula aguda, a l'estil dels francesos, era tirat per un penya-segat a prop de Colera conegut com el Salt dels Gavatxos.
Els autòctons de Berga pronuncien el nom de la ciutat amb [e] tancada; aquells que la pronuncien amb la [ɛ] oberta són identificats com a forasters i són subjectes de mofa.
Els habitants del pla de Tarragona que conserven la distinció b/v utilitzen la frase «beu vi bo de Valls» com a xibòlet.